# Pierre-Frédéric Dorian
Pierre-Frédéric Dorian (Montbéliard, 24 gennaio 1814 – Parigi, 14 aprile 1873) è stato un politico e imprenditore francese.

## Biografia
Studiò nel collegio di Montbéliard, poi al liceo di Nancy, e frequentò per un anno la scuola mineraria di Saint-Étienne. Di ricca famiglia e di opinioni sansimoniane, divenne proprietario di diverse fonderie, nel 1863 si candidò al Corpo legislativo, venendo eletto nell'opposizione repubblicana e riconfermato alle elezioni del 1869.
Il 4 settembre 1870, con la Repubblica, divenne ministro dei lavori pubblici. Il 31 ottobre, nell'insurrezione delle Guardie nazionali, fu posto a capo del governo provvisorio, ma negò di aver mai dato il proprio assenso alla nomina. Eletto l'8 febbraio 1871 all'Assemblea Nazionale, si oppose alla pace con la Germania e alle posizioni più reazionarie prese dall'Assemblea.
Morì a Parigi nel 1873 e fu sepolto nel cimitero di Père-Lachaise.